# Tanita Tikaram
Tanita Tikaram (ur. 12 sierpnia 1969 w Münsterze, Niemcy) – brytyjska piosenkarka i autorka piosenek popowo-folkowych.

## Życiorys
Jej matka Fatimah Rohani pochodzi z Malezji, ze stanu Sarawak na wyspie Borneo, ojciec Pramod Tikaram ma hindusko-fidżyjskie pochodzenie, jest brytyjskim żołnierzem. Wychowywała się w Basingstoke w południowej Anglii. Jest młodszą siostrą aktora Ramona Tikarama. Mieszka w Londynie, w dzielnicy Primrose Hill.

## Dyskografia
- 1988 Ancient Heart
- 1990 The Sweet Keeper
- 1991 Everybody's Angel
- 1992 Eleven Kinds of Loneliness
- 1995 Lovers in the City
- 1996 The Best of Tanita Tikaram(inne języki)
- 1998 The Cappuccino Songs
- 2005 Sentimental
- 2008 Best Good Tradition
- 2012 Can't Go Back
- 2016 Closer to the People

## Single naLiście Przebojów Trójki
| Rok  | Tytuł                        | Najwyższa pozycja | Liczba tygodni w zestawieniu |
| ---- | ---------------------------- | ----------------- | ---------------------------- |
| 1989 | Twist in My Sobriety         | 1                 | 22                           |
| 1989 | Cathedral Song               | 8                 | 13                           |
| 1990 | We Almost Got It Together    | 26                | 7                            |
| 1992 | You Make the Whole World Cry | 41                | 5                            |
| 1995 | I Might Be Crying            | 39                | 7                            |
| 1996 | And I Think of You           | 11                | 10                           |
| 1998 | Stop Listening               | 1                 | 19                           |
| 1998 | If I Ever                    | 20                | 7                            |